# 云门塔
云门塔位于中国安徽省黄山市黟县碧阳镇碧山村村口。建于清乾隆四十七年（1782年）。六角五层，高36.4米。塔内部有登顶阶梯，可登塔凭窗远眺。
1998年4月，云门塔公布为黄山市文物保护单位。